# Tadeusz Błaszkiewicz
Tadeusz Bogusław Błaszkiewicz (ur. 21 września 1916 w Przemyślu, zm. 7 czerwca 1993 tamże) – polski duchowny rzymskokatolicki, biskup pomocniczy przemyski w latach 1970–1991, od 1991 biskup pomocniczy senior diecezji przemyskiej.

## Życiorys
Urodził się 21 września 1916 w Przemyślu Dorastał w Husowie, gdzie w miejscowej szkole powszechnej pracowali jego rodzice. W latach 1927–1935 kształcił się w Gimnazjum oo. Jezuitów w Chyrowie, gdzie złożył egzamin dojrzałości. Następnie odbył służbę wojskową w Szkole Podchorążych przy 24 Dywizji Piechoty w Jarosławiu, po czym w 1936 podjął studia w zakresie filologii klasycznej na Uniwersytecie Jagiellońskim. Uczestniczył w kampanii wrześniowej 1939 jako żołnierz I Batalionu 17 Pułku Piechoty Armii „Karpaty”. Po rozwiązaniu pułku brał udział w działalności konspiracyjnej, należał do Armii Krajowej, kształcił młodzież w ramach tajnego nauczania. W 1944 rozpoczął studia filozoficzno-teologiczne w przemyskim Wyższym Seminarium Duchownym (z siedzibą w Brzozowie), które ukończył w 1949. Święceń prezbiteratu udzielił mu 19 czerwca 1949 biskup diecezjalny przemyski Franciszek Barda. W latach 1950–1952 kontynuował studia w zakresie pedagogiki na Wydziale Filozofii Chrześcijańskiej Katolickiego Uniwersytetu Lubelskiego, które ukończył uzyskaniem magisterium z filozofii.
W 1949 był wikariuszem w parafii Podwyższenia Krzyża Świętego w Rakszawie. Pracował jako referent kurii biskupiej, był ojcem duchownym wizytek w Jaśle. W Wyższym Seminarium Duchownym w Przemyślu pełnił funkcję prefekta, prowadził również zajęcia z psychologii, pedagogiki, języka łacińskiego i języka greckiego.
6 czerwca 1970 został mianowany biskupem pomocniczym diecezji przemyskiej ze stolicą tytularną Bisuldino. Święcenia biskupie otrzymał 29 czerwca 1970 w bazylice katedralnej Wniebowzięcia Najświętszej Maryi Panny i św. Jana Chrzciciela w Przemyślu. Głównym konsekratorem był Ignacy Tokarczuk, biskup diecezjalny przemyski, któremu asystowali Jerzy Ablewicz, biskup diecezjalny tarnowski, i biskup Jan Nowicki, administrator apostolski w Lubaczowie. Jako zawołanie biskupie przyjął słowa „Deo et hominibus” (Bogu i ludziom). W latach 1970–1991 sprawował urząd wikariusza generalnego diecezji. W kurii biskupiej był przewodniczącym wydziału nauki chrześcijańskiej (katolickiej), wiceprzewodniczącym wydziału liturgiczno-sakramentalnego, członkiem komisji liturgicznej, referentem ds. żeńskich zgromadzeń zakonnych i egzaminatorem prosynodalnym. Należał do kolegium konsultorów, rady kapłańskiej i rady duszpasterskiej. W lutym 1981 poparł strajk rolników w Rzeszowie. W czasie stanu wojennego był współorganizatorem pomocy dla internowanych w ośrodkach odosobnienia w Uhercach i Załężu, w diecezji przemyskiej pełnił funkcję przewodniczącego Prymasowskiego Komitetu Pomocy Osobom Pozbawionym Wolności i ich Rodzinom. Organizował i celebrował msze za ojczyznę i rocznicowe, uczestniczył w spotkaniach duszpasterstw ludzi pracy i rolników. W 1970 został kanonikiem gremialnym (następnie dziekanem, a w 1983 prepozytem) przemyskiej kapituły katedralnej. Ze względów zdrowotnych od 1988 nie brał czynnego udziału w działalności biskupa pomocniczego. 9 listopada 1991 została przyjęta jego rezygnacja z tych obowiązków.
W Episkopacie Polski był delegatem ds. Duszpasterstwa Służby Liturgicznej i opiekunem Ruchu Światło-Życie, należał także do Komisji ds. Liturgii i Komisji ds. Powołań Duchownych. W 1984 asystował podczas sakry biskupa pomocniczego przemyskiego Stefana Moskwy.
Zmarł 7 czerwca 1993 w Przemyślu. 9 czerwca 1993 został pochowany w grobowcu kapituły rzymskokatolickiej na cmentarzu Głównym w Przemyślu.

## Odznaczenia
W 2009 prezydent RP Lech Kaczyński nadał mu pośmiertnie Krzyż Komandorski Orderu Odrodzenia Polski.